# Mukyōkai

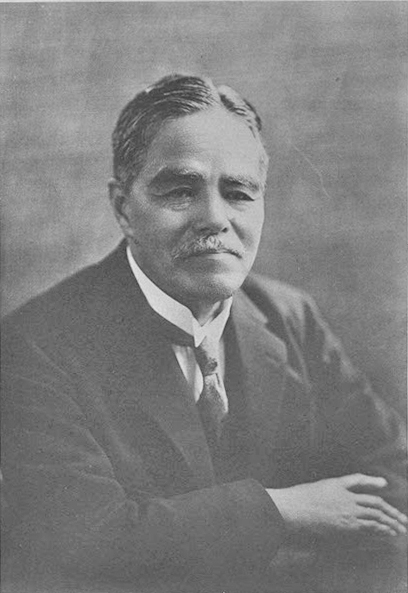
Uchimura Kanzō, fondateur

Mukyōkai (無教会, littéralement « sans église ») est un mouvement chrétien japonais créé par Uchimura Kanzō en 1901. 

## Débuts
Mukyōkai évolua considérablement du vivant d’Uchimura. Ses disciples directs étaient essentiellement des membres payants de son école privée. Quand les abonnements à son magazine augmentèrent, ses fidèles en dehors de Tōkyō commencèrent à chercher une manière de mieux communiquer entre eux au sein du mouvement. Uchimura créa donc la Kyōyukai (教友会) en 1905, avec 15 bureaux locaux et 119 membres. 
Le but de l'association a été exprimé en ces termes :
« Nous qui croyons en Dieu et en son seul Fils qu’il envoya au monde, nous nous unissons pour former la Kyōyukai. Avec l’aide de Dieu, notre Père, nous aiderons nos compagnons et mènerons des vies en accord avec Son Vouloir. »

## Organisation
Seuls des individus « s’étant évertués à vivre la vie chrétienne pendant au moins un an » pouvaient rejoindre la Kyōyukai. Leurs obligations étaient de se rencontrer avec les autres membres au moins une fois par mois, de passer le dimanche à « fomenter la foi et la morale », et de s’abstenir de fumer et de boire.
Les adeptes n’ont ni liturgie, ni sacrements, ni clergé. La plupart des professeurs n’ont fait aucune étude en théologie, mais plusieurs l’ont étudié et peuvent enseigner dans des universités ou séminaires. Leur catéchisme est fait par petits groupes indépendants se rencontrant toutes les semaines, dispensés par des professeurs individuels, appelés sensei. Ces groupes sont normalement appelés shukai (« rencontre ») ou seisho shukai (« rencontre sur la Bible »). Beaucoup des sensei ont du travail en dehors de la Kyōyukai ; peu d’entre eux sont choisis pour rejoindre le ministère à temps plein en tant que dokuritsu dendosha (« évangéliste indépendant »). Quand le sensei meurt ou prend sa retraite, son groupe se dissout et de nouveaux groupes surgissent souvent à sa place.

## Fondateur et disciples
Les œuvres complètes d’Uchimura comprennent cinquante volumes : 17 primairement sur la Bible, 25 d’œuvres théologiques et huit de journaux intimes et de correspondances. Beaucoup de ses disciples ont également été des figures intellectuelles très respectées au Japon. Le nombre d’adhérents au Mukyōkai est aujourd’hui estimé à 35 000, répartis entre le Japon, le Taïwan et la Corée du Sud.
Mettant l’accent sur le catéchisme et la critique sociale, le mouvement produit plusieurs figures importantes, dont Tsukamoto Toraji (spécialiste en études bibliques), Yanaihara Tadao (économiste et président de l’université de Tokyo), Nanbara Shigeru (politologue et également président de l’université de Tokyo), Oga Ichirô (botaniste), Sekine Masao (spécialiste en hébreu et membre de l’Académie japonaise), Nakazawa Koki (spécialiste en études bibliques), et Takahashi Saburo (théologien et évangéliste indépendant).

## Engagement social
Au Japon les membres de la Mukyōkai sont très connus pour leur engagement contre les injustices sociales. Ils furent parmi les groupes les plus opposés au nationalisme japonais pendant les années 1930 et 1940. Aujourd'hui, Mukyōkai est connue pour son pacifisme. L'activiste américain d’origine japonaise Gordon Hirabayashi (en), un quaker, est issu d'une famille d'adhérents à la Mukyōkai ayant immigré aux États-Unis.

## Source
- (en) Cet article est partiellement ou en totalité issu de l’article de Wikipédia en anglais intitulé « Nonchurch Movement » (voir la liste des auteurs).